# Apenninerna

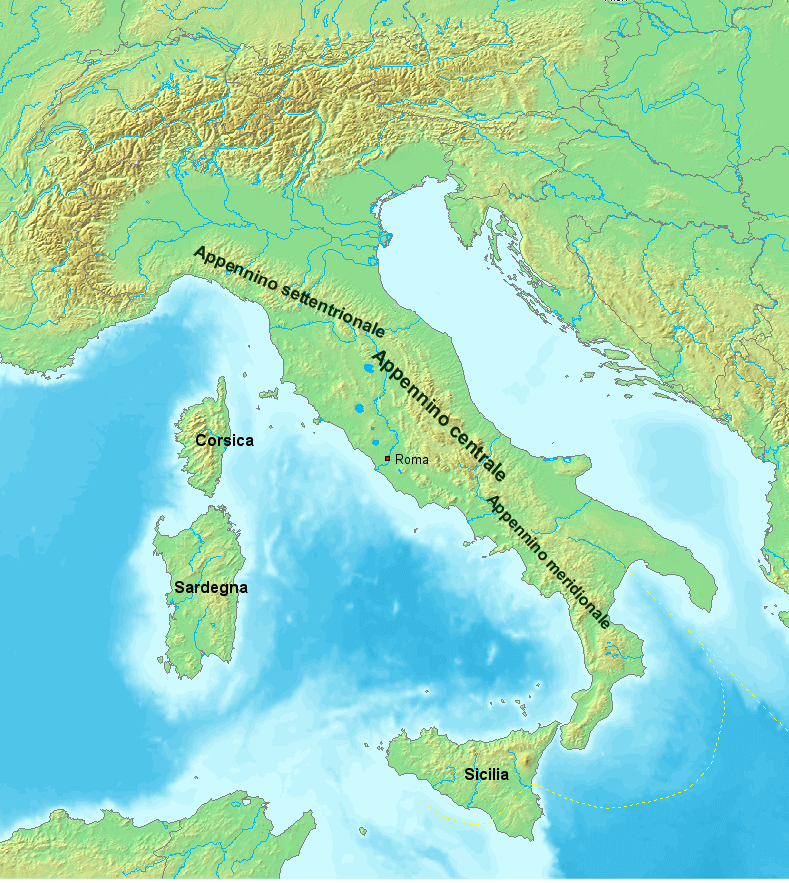
Apenninska halvön

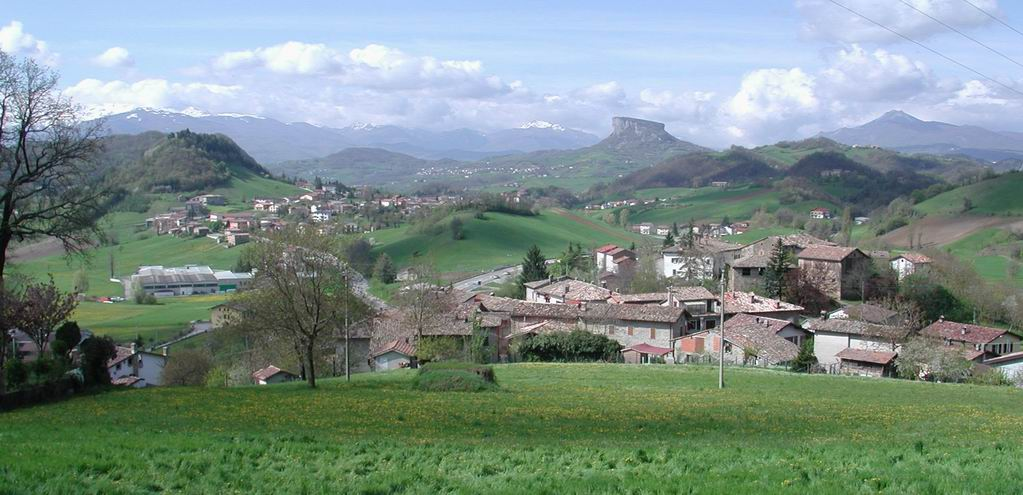
Den anmärkningsvärda bergsformationen Pietra di Bismantova ligger i Apenninerna vilka syns i bakgrunden.

Apenninerna (italienska: Appennini) är en 1 000 kilometer lång bergskedja i Italien, som sträcker sig från Ligurien i norr genom Toscana och Umbrien och vidare söderut och bildar därmed ryggraden för hela Apenninska halvön.
I Appennino abruzzese eller Abruzzerna, i regionen Abruzzo, ligger Apenninernas högsta delar Gran sasso, med en maxhöjd på drygt 2 912 meter över havet.
Apenninerna bildades under samma period som Alperna genom sammanstötning av den afrikanska kontinentalplattan och den därifrån härstammande adriatiska plattan med den eurasiska. Vanliga bergarter är kalksten, dolosten, sandsten, skiffer och lera.
Klimatet är typiskt för bergsregioner med allmänt lägre temperaturer än i omlandet samt större temperatursvängningar och större nederbördsmängd. Större skillnader finns mellan bergskedjans västra och östra sluttningar.
Upp till 600 meter över havet finns en vegetation som liknar den i kustregionen. Här förekommer äkta kastanj och ekar samt i högre områden barrträd. Trädgränsen ligger vid 2000 meter över havet. I Apenninerna registrerades cirka 3090 kärlväxter. På bergstopparna förekommer relikter från senaste istiden som egentligen är typiska för högre bergstrakter eller nordliga regioner som dvärgvide (Salix herbacea) och fjällsippa (Dryas octopetala). Av cirka 700 arter fröväxter som hittas vid eller ovanför trädgränsen är ungefär 105 endemiska för bergstrakten. Glasögonsalamander (Salamandrina terdigitata) är ett endemiskt djur i Apenninerna. Den inhemska hästrasen är bardigiano.
Ett flertal motorvägar skär genom Apenninerna och järnvägssträckan Bologna-Florens korsar bergskedjan i en 18,5 km lång tunnel som öppnades 1934.
Apenninerna ligger längs med gränsen mellan den adriatiska plattan, den eurasiska kontinentalplattan och den afrikanska plattan. Detta medför att hela bergskedjan ofta är drabbad av jordbävningar av mindre intensitet, dock mycket förstörande.

### Fotnoter
1. ↑  ”Apenninerna”. Nationalencyklopedin. http://www.ne.se/uppslagsverk/encyklopedi/l%C3%A5ng/apenninerna. Läst 2 februari 2016.
2. ↑   abruzzerna i Nationalencyklopedins nätupplaga. Läst 12 april 2020.
3. 1 2  Nagy et al. (2003). ”Apennines and Italian Alps”. Alpine Biodiversity in Europe. Springer Science & Business Media. sid. 73-84